# 天間林駅
天間林駅（てんまばやしえき）は、かつて青森県上北郡天間林村（現・七戸町）森ノ上にあった、南部縦貫鉄道南部縦貫鉄道線の駅である。

## 歴史
- 1962年（昭和37年）10月20日：鉄道開業とともに一般駅として営業開始。
- 1984年（昭和59年）2月1日：貨物取扱廃止。列車本数減便により定期列車の列車交換廃止。
- 1985年（昭和60年）5月1日：不定期列車廃止と閉塞方式変更に伴い無人化。交換設備撤去。
- 1997年（平成9年）5月6日：鉄道路線休止に伴い営業停止。
- 2002年（平成14年）8月1日：鉄道路線廃止に伴い廃駅。
- 2006年（平成18年）3月26日：駅舎解体。
- 2010年（平成22年）7月：ホーム撤去。

## 駅構造
1面1線のホームを持つ旧天間林村の中心駅で広い構内と大きめの駅舎を構えていた。
元々は有人駅で1面2線ホームと数本の貨物側線を持ち、列車交換や近隣の上北鉱山を始めとする鉱物や木材の積み出しなども行っており、駅係員や信号係が出札や改札、タブレットの受け渡し、貨車の入れ換えなどを行っていた。村の中心駅で当路線の利用者の大半が当駅利用者であり、駅舎内には窓口や待合室を設けていて、他に係員の詰所や宿泊設備や信号設備なども設けられていた。
しかし1971年（昭和46年）に鉱山が閉山し、その後も沿道が整備されるなどして自動車・トラックや路線バスが普及すると利用者と貨物取り扱い量は減り始め、1984年（昭和59年）の国鉄ダイヤ改正で貨物取扱が全て廃止された。加えて近隣の路線バスに圧されて深刻な乗客減に陥ったために貨物列車廃止と同時に列車が減便されて定期列車の列車交換も廃止され、列車交換は不定期列車運行時のみとなった。それからわずか1年後の1985年（昭和60年）に不定期列車が廃止され、これによる閉塞方式の変更に伴い完全無人駅となり、貨物側線や交換設備もほとんどが撤去され、実質1面1線となった。
さらに1995年（平成7年）4月からは乗客の大半を占めていた天間林村の各小学校の学生輸送もスクールバスに切り替えられた事で当駅を利用する乗客はほとんどいなくなった。
廃止直前は一般乗降客は本数が多い路線バスに移行していたため当駅利用者は皆無で駅舎も構内も荒れ果てており、外されたレールが撤去されないまま構内に大量に野積み放置されていた状態であった。

## 駅周辺
- 七戸町役場（旧名・天間林村役場）
- 七戸町立天間館中学校
- 七戸町立天間西小学校
- 天間林郵便局
- 正洞院
- 天間林温泉
- 国道4号

## 廃線後
しばらく駅舎やホームは残されていたが、手付かずだったため駅舎は廃墟同然となり、構内も藪化して完全に荒れ果てていた状態であった。駅舎は老朽化が著しく倒壊の恐れが出たため2006年3月26日に解体された。残されたホームも2010年7月頃に撤去され、現在は更地になっている。

## その他
- NHK総合で放送された情報バラエティ番組、『600 こちら情報部』でローカル線鉄道を扱う特集企画が組まれ、浅井淳子が南部縦貫鉄道線をレポートするコーナーが1984年頃に放送された。同コーナーには当駅で1日駅員を体験する企画があり、浅井が手旗操作の使い方を駅長[注釈 1]から教わるシーンや現場扱い転轍器の切り替えを体験するシーンなどが放送された。なお、収録当時の始発列車は6時12分発、最終列車は19時08分発であった。

## 隣の駅
南部縦貫鉄道
南部縦貫鉄道線
道ノ上駅 - 天間林駅 - 中野駅